# Саржин Яр
50°01′36″ пн. ш. 36°13′51″ сх. д. / 50.02675833° пн. ш. 36.23093056° сх. д.

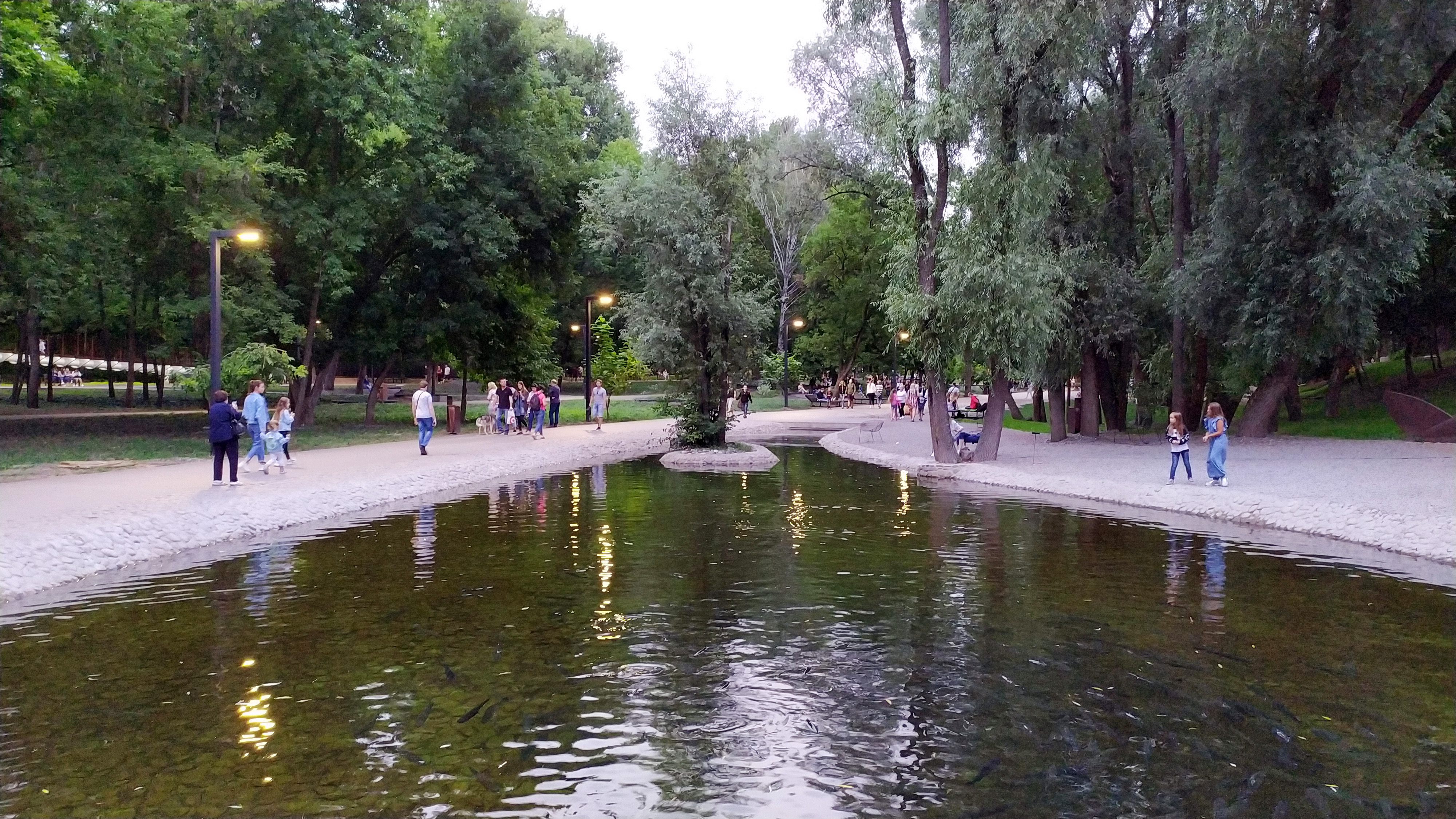
Саржин Яр

Саржин Яр — балка (яр), пам'ятник природи місцевого значення, відомий джерелом мінеральної води, завдовжки понад 12 км з пологими схилами. Розташований в місті Харків, який відокремлює Павлове Поле (із заходу) від Нагірного району (зі сходу).

## Історія
У XVIII столітті у ближній до річки Лопань частині яру існувала маленька слобідка, у 1779 році належала «обер-камермейстру» Скрипову та налічувала 32 чоловічі душі (враховувалися лише чоловіки; жінок не рахували, оскільки вони не платили податків). Розташовувалася на перетині Золочівського шляху (нині — Клочківська вулиця) з річкою Саржинка. На мапі 1788 року вказано, як хутір Саржин.

## Межі, забудова, річки та озера

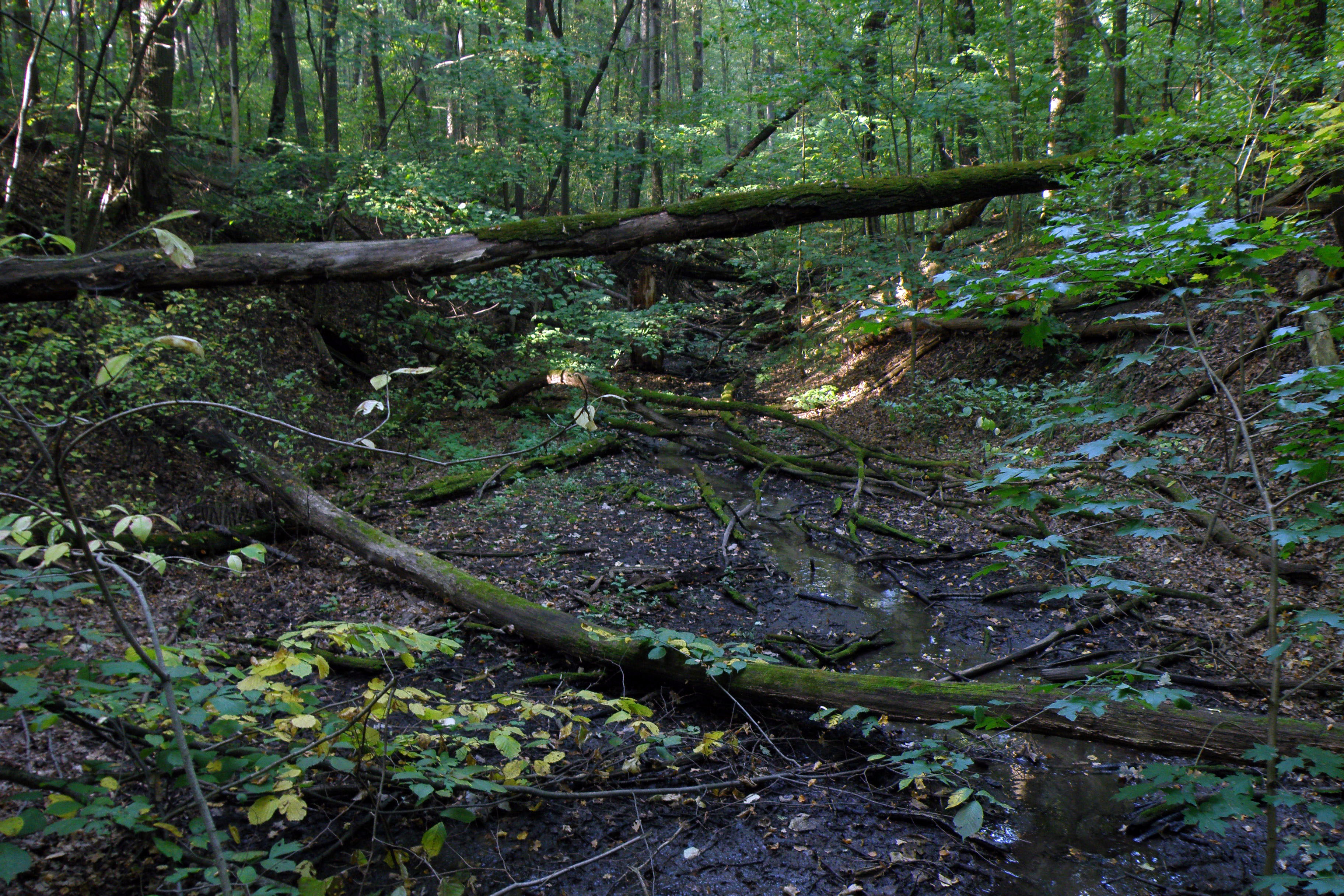
Верхів'я Саржиного Яру в лісопарку Сокільники-Помірки

Саржин Яр починається у Лісопарку неподалік від П'ятихаток і, заглиблюючись, йде з північного сходу на південний захід до річки Лопань.
Дном яру від Олексіївки протікав Саржин струмок, права притока річки Саржинка. Струмок було засипано при прокладці дном яру у 2006 році лінії електропередач на П'ятихатки та нині зберігся лише фрагментарно.
Річка Саржинка бере початок біля селища Жуковського, тече під Харківським шосе (через неї перекинуто металевий пішохідний місток), утворює Качине озеро перед фармацевтичним підприємством «Біолек», через Помірки спускається на дно Саржиного Яру і далі тече виключно по ньому, зливається з Саржиним струмком та утворює Комсомольське озеро нижче медичного комплексу. Далі річка заболочується, тече під Павлопольским автомобільним віадуком (вул. Дерев'янка), під яким у неї впадає ліва притока струмок Сокільники, що випливає з території підприємства ХАЗ та тече під білим залізничним віадуком дитячої залізниці. Потім Саржинка утворює інше озеро під місцевою назвою Топле (назва походить від великої кількості затонулих дерев) та переходить у болото між новим Ботанічним садом Харківського національного університету та Центральним парком під канатною дорогою.

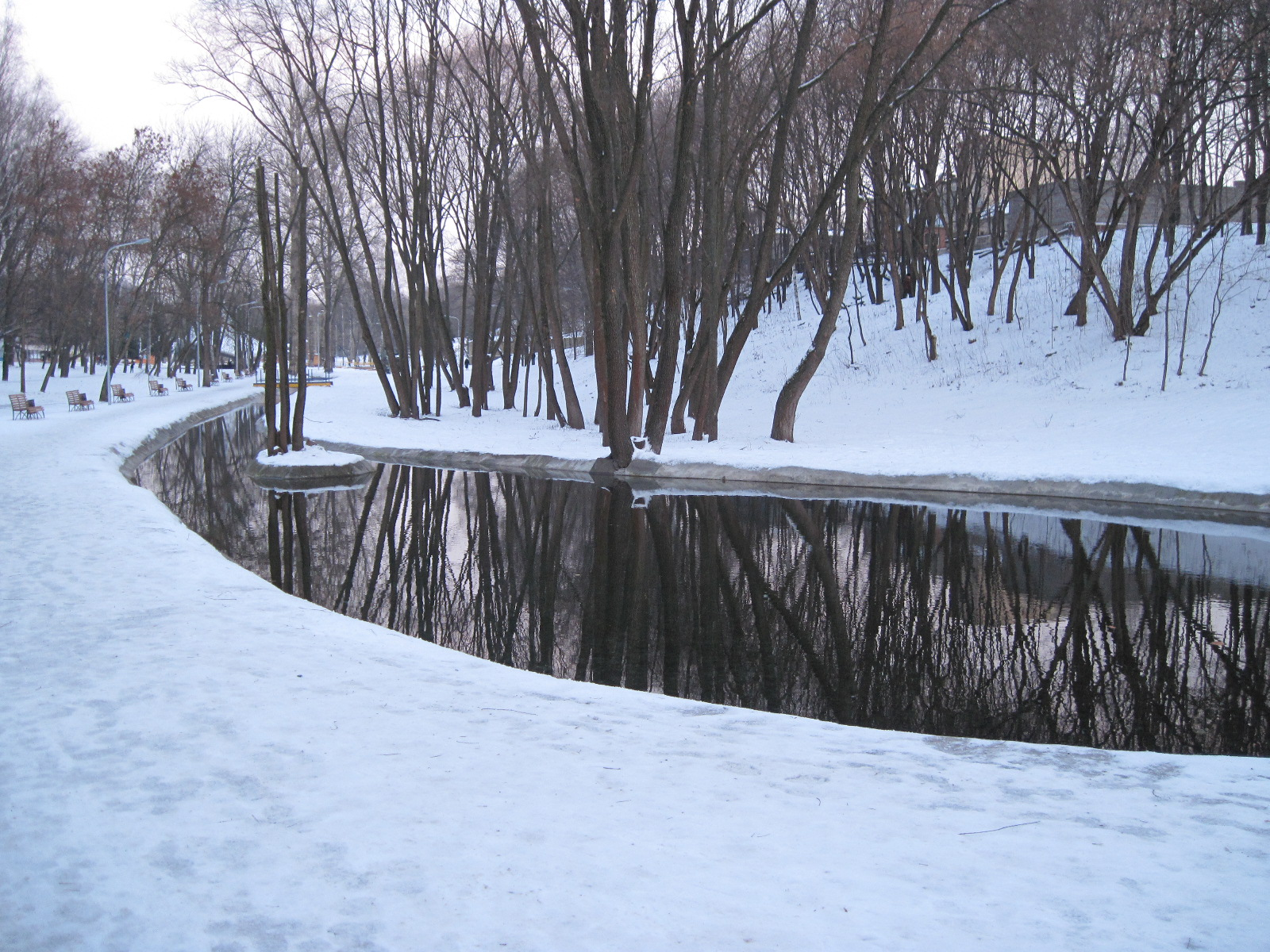
Річка Саржинка взимку

Річка практично пересихає до перетину Саржинської та Ірининської вулиць, а після Саржинка наповнюється мінеральними джерелами всією його невикористаною водою. Потім вона тече під дамбою проспекту Науки, південніше готелю «Мир» та стадіону Харківського національного університету, а потім у бетонному колекторі — під Клочківською вулицею, приватною забудовою Павлівки, висотними будинками (із заходу від району «Павлівка Ріверсайд парк»), під гаражами, і впадає в річку Лопань на Павлівці напроти Бесарабської вулиці.
У Лісопарку і до дамби проспекту Науки забудова яру відсутня. Між проспектом Науки та Клочківською вулицею на схилах яру побудовані висотні будинки.

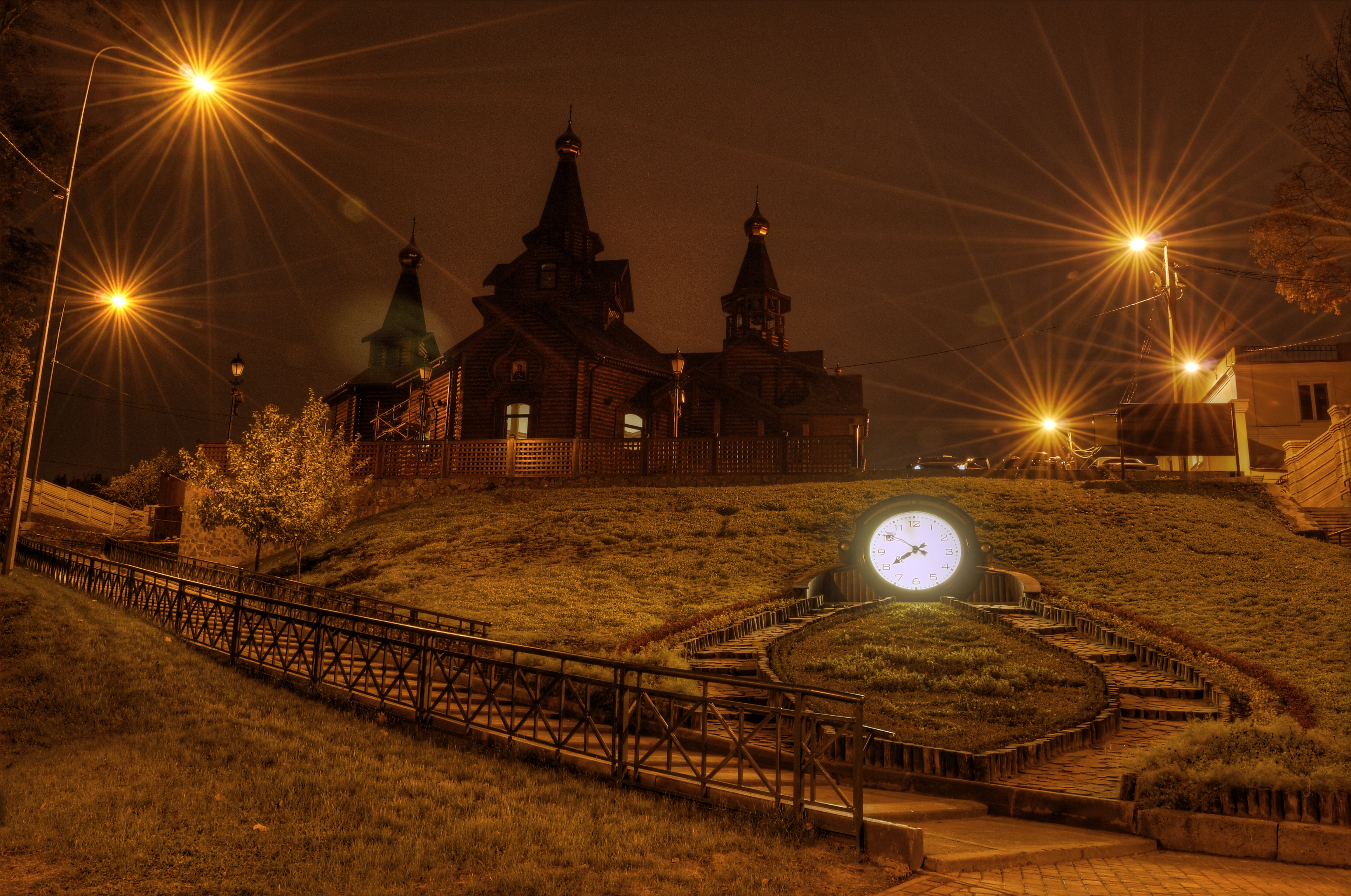
Саржин Яр ввечері

У 2018 році було здійснено реконструкцію території зони відпочинку Саржиного Яру від дамби до території джерела мінеральної води. На цій території, зокрема, було створено сім озер, розташованих на трьох різних рівнях, влаштовано дитячі ігрові майданчики та майданчик для занять спортом, зроблено благоустрій території, облаштовано новий вихід сходами до станції метро «Ботанічний сад». В ході реконструкції у Саржиному Яру відновлено навіс над джерелом і відремонтовані бювети та купелі.

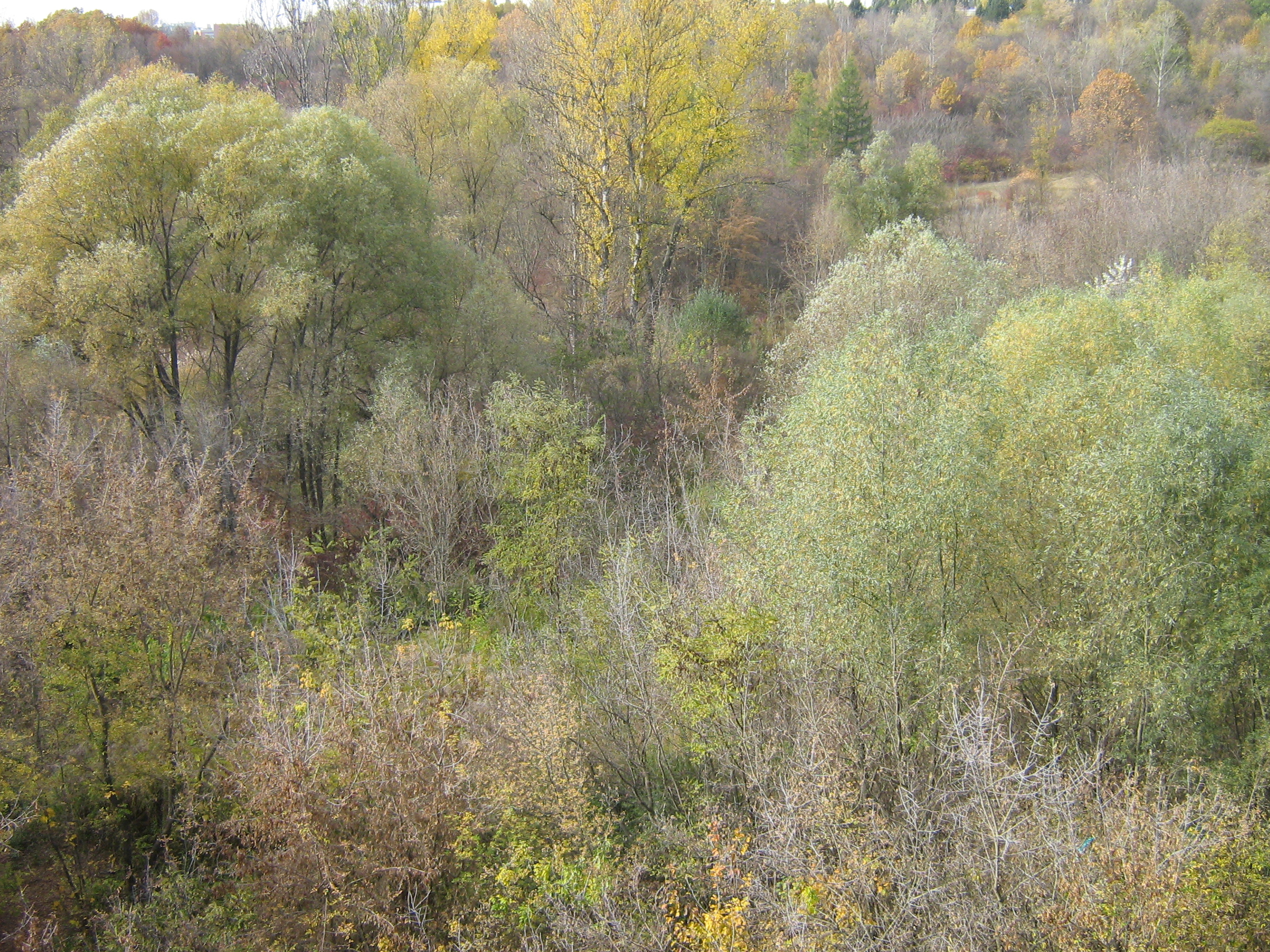
Саржин Яр

У 2020 році проєкт «Водно-пейзажний парк „Саржин Яр“», розроблений компанією «SBMstudio», отримав Гран-прі Першої Національної премії з ландшафтної архітектури і садового дизайну у номінації «Реновація і ревіталізація територій».
Тодішній Харківський міський голова Геннадій Кернес анонсував в одному з інтерв'ю продовження будівельних робіт у Саржиному Яру. Територію зони відпочинку, яка становить близько 45 га, було заплановано збільшити ще на 30 га, приєднавшидо неї частину яру до шляхопроводу на вулиці Дерев'янка.
Нижче трамвайного кільця на перетині Клочківської та Європейської вулиць яр частково засипаний (річка Саржинка тече у колекторі під забудовою та гаражами) та забудований будинками приватного сектора.

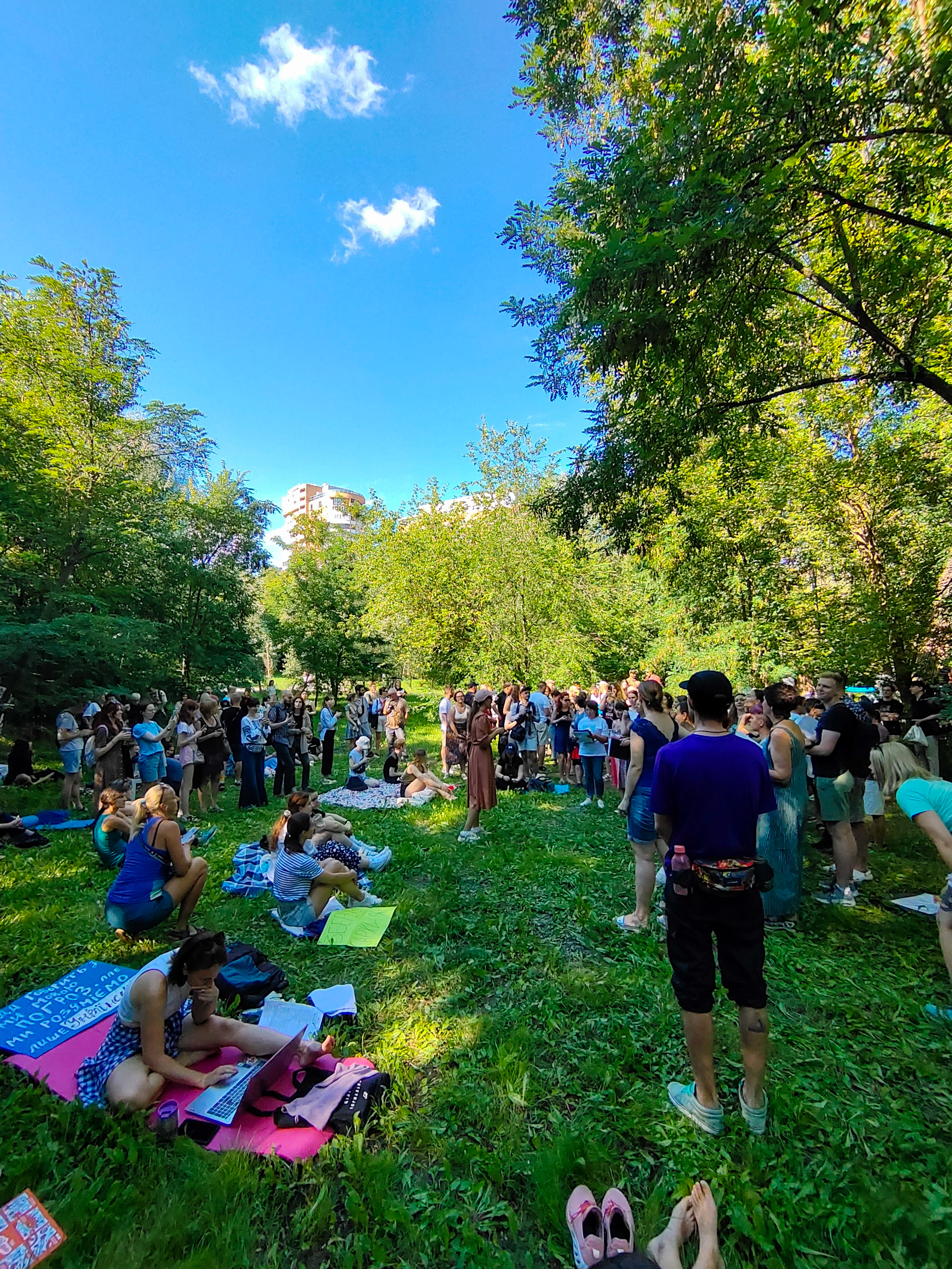
Пікнік-протест проти забудови Саржиного яру 13 серпня 2023 року

14 липня 2023 року Харківська міська рада мала розглянути виділення грошей на будівництво у Саржиному яру. 25 серпня Кабінет Міністрів виділив 180 000 000 гривень на будівництво, а КП «Харківзеленбуд» оприлюднив тендер на проєктну документацію на 7,5 млн гривень. Архітекторка парку Ольга Клейтман та небайдужі харків'яни виступили проти будівництва офісного центру. Офіс президента відмовив їм у реєстрації петиції проти забудови, а мер міста Ігор Терехов погрожував активістам кримінальною відповідальністю за розповсюдження інформації про будівництво. 13 серпня 2023 року в парку пройшов пікнік-протест проти будівництва офісного центру на гроші з фонду відбудови.

## Пам'ятки
- Саржин струмок та річка Саржинка.

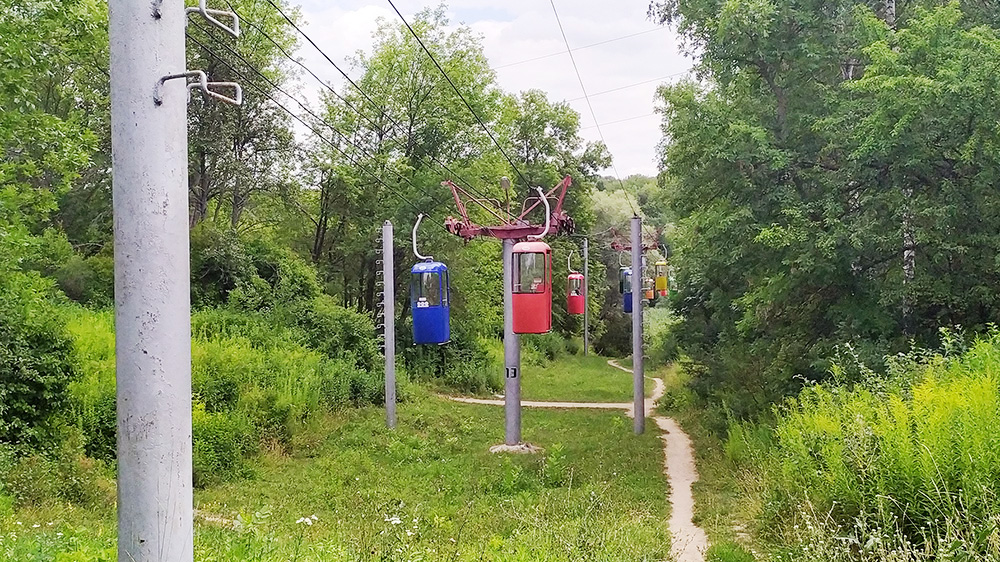
Харківська канатна дорога

- Заповідне урочище Помірки між Олексіївської балкою та верхів'ями Саржиного Яру, у Данилівському лісі, площею 200 га (7 лісових квадратів).
- Фінська гірка (лівий схил яру) з могилою Невідомого солдата — найвища для катання на лижах у Лісопарку.
- Спортивна база «Спартак» (колишній стадіон «Вища школа») (лівий схил).
- Комсомольське озеро, під Харківською міською лікарнєю швидкої та невідкладної допомоги імені Мещанінова (заболочено).
- Харківська канатна дорога — побудована у 1971 році між Центральним парком культури та відпочинку та Павловим Полем через Саржин Яр (завдовжки 1400 м).
- Храм на честь ікони Божої матері «Розрада» на лівому схилі Саржиного Яру (дерев'яний, псевдоросійський стиль, відкритий 21 серпня 2011 року).
- Джерело мінеральної води Харківська-1 з купальнею.
- Станція Харківського метрополітену «Ботанічний сад»[13], відкрита у 2004 році (розташована на дамбі проспекту Науки).

### Ботанічний сад

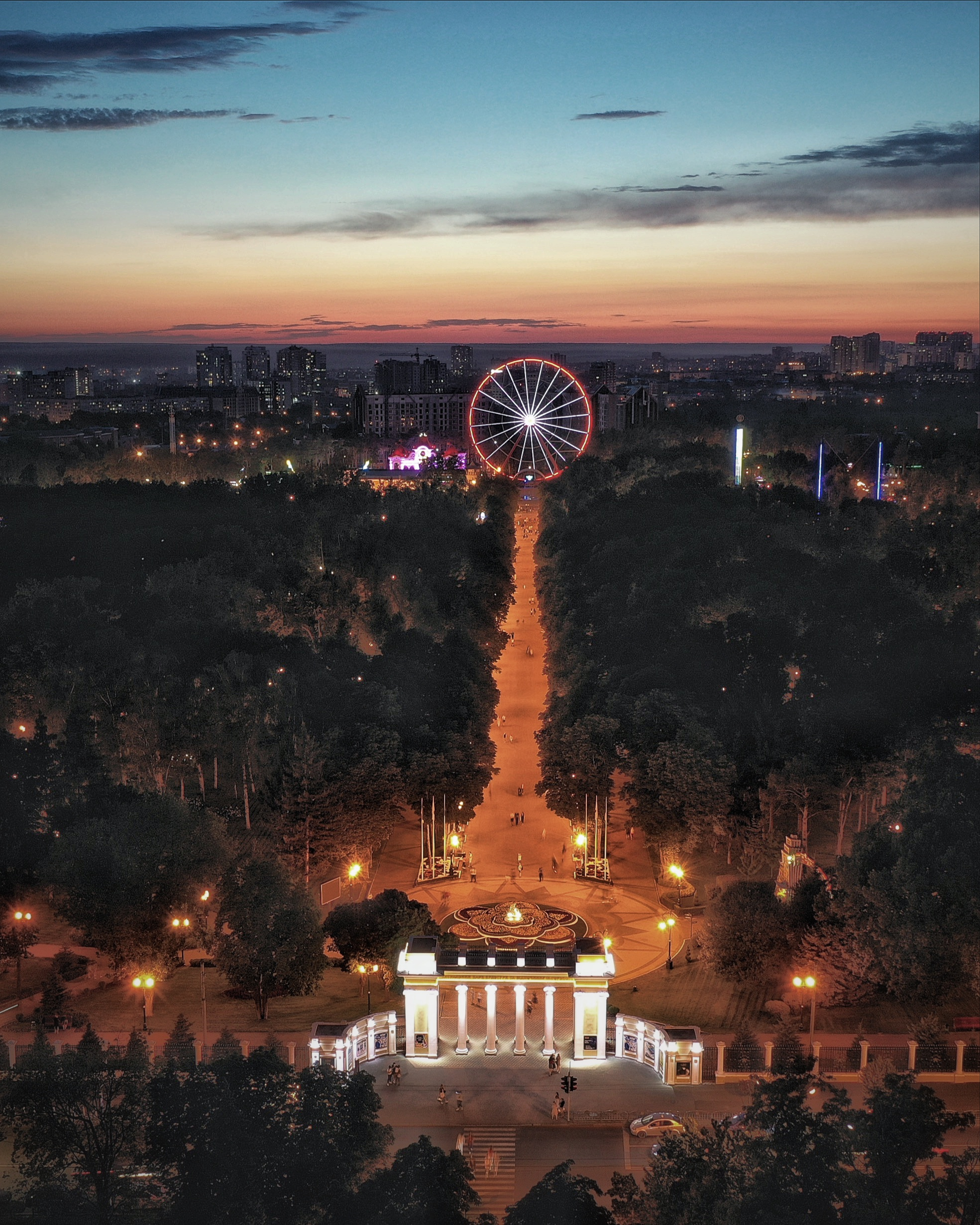
Краєвид Центрального парку

Новий сад займає 70 гектарів. Він простягається від північно-західної ландшафтної частини міського Центрального парку у південному напрямку та вливається до Саржиного Яру. Закладка Ботанічного саду почалася у 1956 році. У дендрарії, що займає понад 20 гектарів, нині налічується 1200 видів дерев та чагарників, що представляють флору різних континентів. Великі ділянки відведені квітково-декоративним, лікарським та іншим видам рослин.

### Джерело мінеральної води Харківська-1

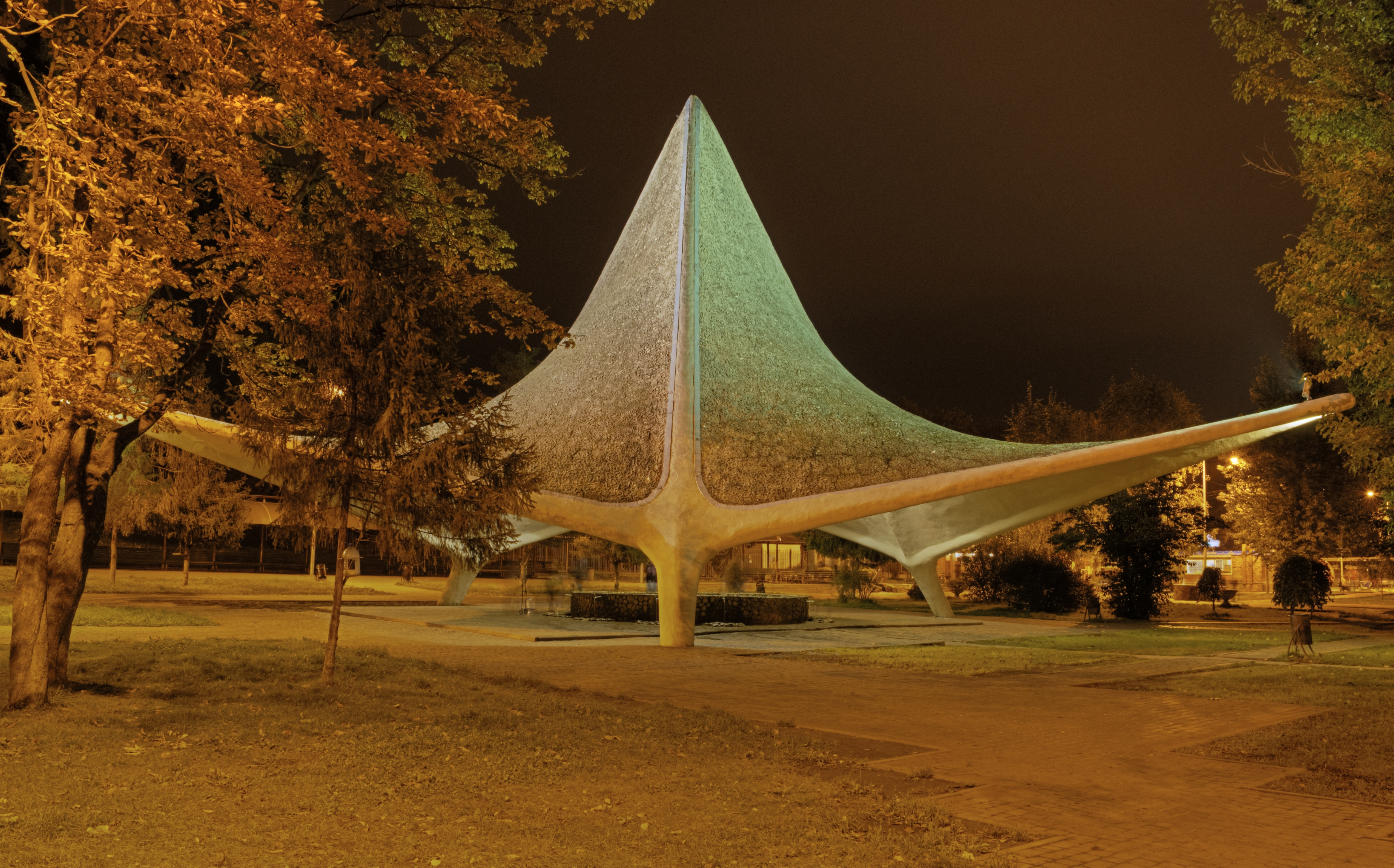
Джерело мінеральної води у Саржиному Яру

Гідрологічний пам'ятник природи. Обсяг — 345 тисяч літрів мінеральної води на добу. Розташований між Шатилівкою (Нагірний район) та Ботанічним садом (Павлове Поле). Над джерелом у 1960 році (за іншими даними — у другій половині 1960-х років) був побудований бетонний павільйон оригінальної футуристичної форми на трьох опорах.

#### Саржина купальня
Віддавна в холодній воді джерела купаються люди. Раніше вони купалися прямо в бетонному лотку каналу, по якому тече невикористана вода. Температура води взимку +3°С — +5°С, а влітку досягає +7°С — +9°С.

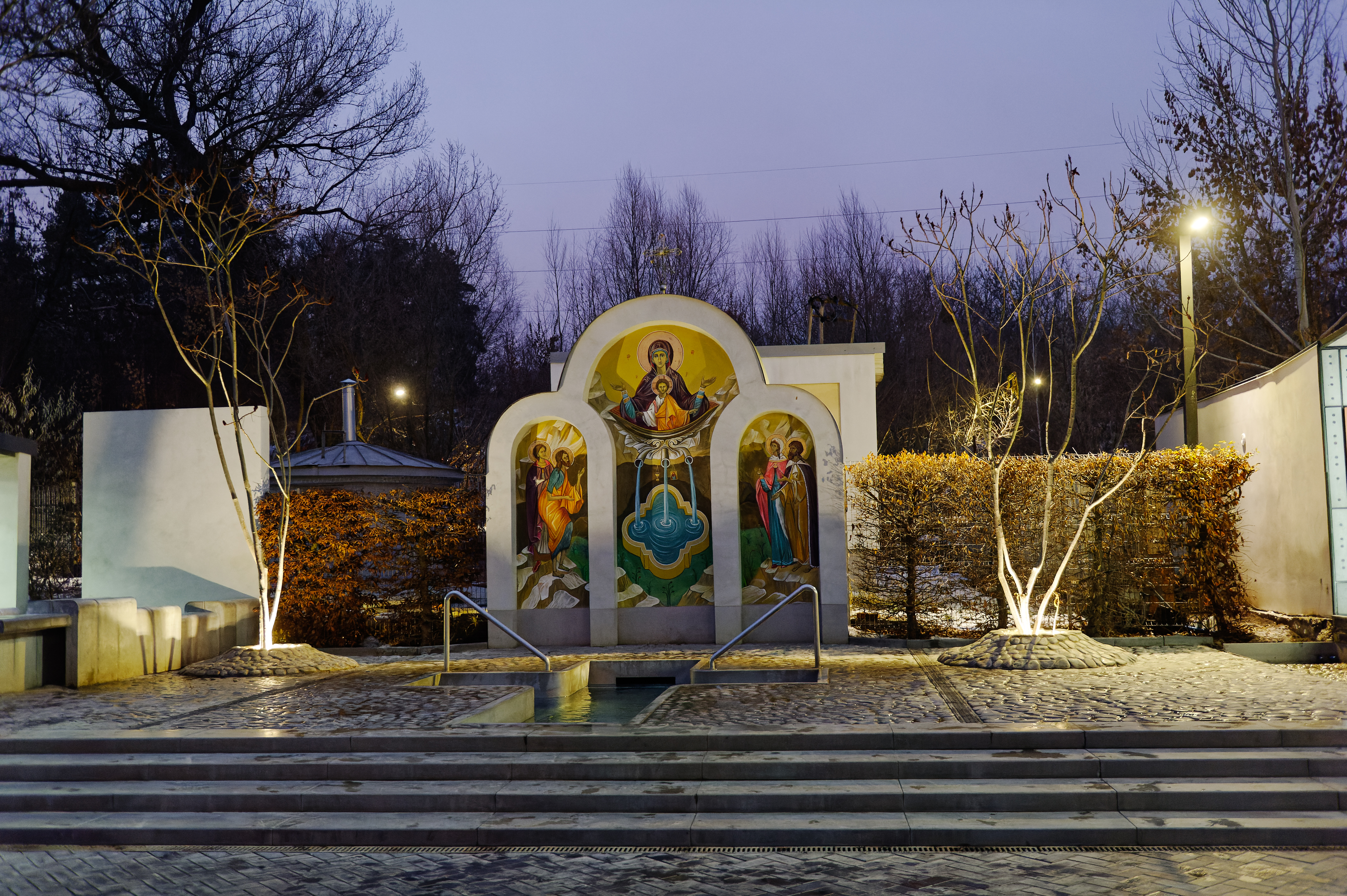
Саржина купальня

У 2009 році була побудована спеціальна купальня (купіль). 30 грудня 2009 року була відкрита, а 18 січня 2010 року освячена вікарним єпископом Онуфрієм.

### Готель «Мир»
14-ти поверховий готель «Мир» побудований у 1977—1979 роках у стилі модернізму. Композиція утворена компактної в плані «пластиною» (житлова частина) та підтримуючого її розпластаного стилобату, в якому влаштований з одного боку вестибюль, з іншого — казино та ресторан «Золотий лев», вхід якого прикрашений гігантською золотою маскою лева. Раніше силует готелю ефектно відбивався у розташованому поруч басейні-фонтані, який у вечірній час підсвічувався (нині фонтан не працює).

## Транспорт
По Саржиному Яру є можливість пересуватися лише пішки або на велосипеді по доріжках та стежках.
У 2006 році по дну яру з Павлового Поля до П'ятихаток була прокладена лінія електропередачі ЛЕП-100.
Саржин Яр перетинають транспортні магістралі:
- Саржин міст-віадук між вулицями Дерев'янка та Сумською. Шляхопроводом курсують тролейбусні маршрути № 12 та № 40 — над яром.
- Підвісна канатна дорога від Центрального парку культури та відпочинку на Павлове Поле — над яром.
- Олексіївська лінія Харківського метрополітену — під яром.
- Дамба на проспекті Науки — в тілі дамби, насипаної через яр (під проспектом Науки).
- Клочківська вулиця — через яр.

## Історичні факти
- При будівлі Олексіївської лінії метрополітену частина перегону між станціями «Наукова» та «Ботанічний сад» сама станція «Ботанічний сад» будувалися відкритим способом поперек Саржиного яру. Лінія метрополітену пролягає по насипній греблі під проспектом Науки вище рівня землі і вище річки Саржинка.